# Andeca

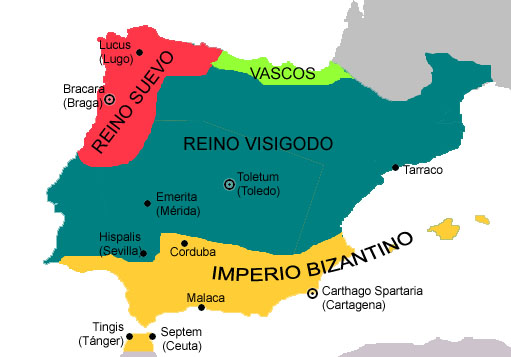
Penisola iberica nel 580 circa. In rosso il regno dei Suebi. In verde scuro il regno degli Visigoti. In giallo la provincia bizantina della Spagna. In verde chiaro la zona della penisola iberica sotto il controllo dei Baschi.

Andeca dei Suebi anche  in spagnolo, in galiziano e in portoghese (... – dopo il 585) è stato re dei Suebi di Gallaecia, dal 584 fino alla sua sconfitta e deposizione da parte dei Visigoti, nel 585.

## Origine
Qualche fonte lo vuole figlio del re Teodemaro, quindi fratello del re Miro ma molto più probabilmente, secondo Gregorio di Tours, era un nobile che aveva sposato la figlia di re Miro, quindi era genero del re Miro.

## Biografia
Il re Miro morì nel 583 e il figlio Eborico gli succedette, come confermano Isidoro di Siviglia e Giovanni di Biclaro.

Secondo il Diccionario biográfico español, Real Academia de la Historia, come conferma anche Isidoro di Siviglia (adulescentem), Eborico era ancora molto giovane e, secondo Gregorio di Tours, rispettando la tregua concordata dal padre, riconobbe la superiorità dei Visigoti e, dopo aver stretto un patto di alleanza con il loro re Leovigildo, fu incoronato re dei Suebi.
Questa sua sottomissione ai Visigoti portò alla ribellione dell'aristocrazia, che ebbe come conseguenza la detronizzazione di Eborico nel 584.

Sia Gregorio di Tours, che Isidoro di Siviglia (Audeca sumpta tyrannide regno priuat et monachum factum in monasterio damnat) e Giovanni di Biclaro, narrano che la rivolta fu condotta da Andeca, che era anche suo cognato, lo fece tonsurare, lo fece rinchiudere in un monastero e forzando sua madre, Siseguta, la vedova del re Miro, a sposarlo si proclamò e re prese il posto di Eborico sul trono.

Questo avvenimento viene riportato anche la IDENTITY AND INTERACTION: The Suevi and the Hispano-Romans.
Andeca, salito al trono nel 584, viene citato nell'elenco dei re Suebi nel El reino suevo (411-585), come sesto re dopo il periodo oscuro e si hanno nuovamente informazioni sul regno suebo di Galizia.
Il re dei Visigoti, Leovigildo, prese a pretesto la deposizione di Eborico per poter intervenire, ancora una volta, nel regno suebo; invase immediatamente il territorio suebo e, secondo quanto riporta Rafael Altamira, "con la massima rapidità" li sconfisse con due sole battaglie, a Portucale e a Bracara. Andeca, battuto e fatto prigioniero nel 585, fu deposto, costretto a sottoporsi alla tonsura, e rinchiuso in un monastero a Pax Julia e il regno svevo fu incorporato nel regno visigoto.

Secondo il Diccionario biográfico español, Real Academia de la Historia non si hanno altre notizie di Andeca.

Questi avvenimenti sono riportati dai cronisti Isidoro e Giovanni di Biclaro.
Dopo che il regno svevo era stato assoggettato e divenuto una provincia visigota si fece avanti, allora, un pretendente al trono: Malarico, discendente del re Miro.

## Matrimoni e discendenza
Andeca sposò, in prime nozze, la figlia di re Miro.

Poi in seconde nozze, nel 584, sposò Siseguta, la vedova di Miro.

 Di Andeca non si conosce alcuna discendenza, né legittima né illegittima.

### Fonti primarie
- (LA) "Saint+Gregory+(Bishop+of+Tours)"&printsec=frontcover Historia Francorum..
- (ES) El reino suevo (411-585)..
- (ES) IDENTITY AND INTERACTION: The Suevi and the Hispano-Romans (PDF) (archiviato dall'url originale il 25 ottobre 2007)..
- (LA) #ES Idatii episcopi Chronicon..
- (LA) Isidori Historia Gothorum, Wandalorum, Sueborum, Historia Sueuorum (archiviato dall'url originale il 29 aprile 2024)..
- (LA) Monumenta Germaniae Historica, Auctorum antiquissimorum, tomus 11, Iohannis Abbatis monasterii Biclarensis Chronica..

### Letteratura storiografica
- Rafael Altamira, "La Spagna sotto i Visigoti", in "Storia del mondo medievale", vol. I, 1999, pp. 743–779